# الدرسلو
الدرسلو (به هلندی: Eldersloo) یک منطقهٔ مسکونی در هلند است که در آ ان هونزه واقع شده‌است. الدرسلو ۴۷ نفر جمعیت دارد.